# ماباندلا دلامینی
ماباندلا دلامینی (به انگلیسی: Mabandla Dlamini) (زاده ۱۱ نوامبر ۱۹۳۰ – درگذشته ۲۸ ژوئن ۲۰۲۵) سیاستمدار اهل سوازیلند بود. وی از ۲۳ نوامبر ۱۹۷۹ تا ۲۵ مارس ۱۹۸۳ نخست‌وزیر این کشور بود.
ماباندلا دلامینی در ۲۸ ژوئن ۲۰۲۵، در سن ۹۴ سالگی درگذشت.